# Atlas velký

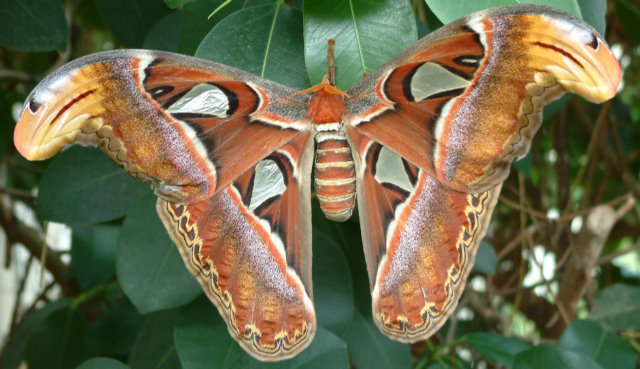
A. atlas

Atlas velký (Attacus atlas) je velký motýl z čeledi martináčovitých (Saturniidae), který se vyskytuje v tropických a subtropických pralesích jihovýchodní Asie.
Z pohledu celkové plochy křídel 400 cm čtverečních je považován za největšího motýla na světě. Rozpětím křídel od 25–30 cm patří také mezi největší motýly. Samičky jsou o poznání větší a těžší než samečci.
Říká se, že motýl dostal své jméno po obru Atlasovi z řecké mytologie, nebo kvůli kresbě na křídlech, která připomíná mapu. V Hongkongu jej zase pojmenovali „motýl s hadí hlavou“, podle zakončení předních křídel, jejichž špička připomíná hadí hlavu.
V Indii jsou tito motýli chováni pro své hedvábné vlákno, ale jejich produkce je v porovnání s příbuzným bourcem morušovým zanedbatelná. Hedvábí motýla Attacus atlas je vylučováno housenkou jako přerušované vlákno, které má hnědou barvu a je podobné vlně. Vlákno má vyšší životnost a je známo jako fagara.

## Popis

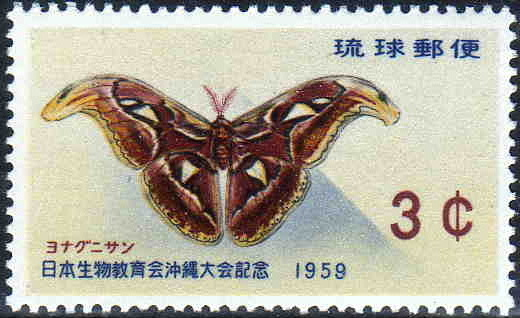
Poštovní známka s motýlem A. atlas

Na křídlech motýla A. atlas převažují jsou žlutohnědé až můry kaštanové barvy s trojúhelníkovitými průsvitnými „oky“ na obou předních i zadních křídlech. Jaký mají tato oka význam, není jasné, ale předpokládá se, že slouží k zastrašení přirozených nepřátel. Jejich těla jsou chlupatá a neúměrně malá ve srovnání s jejich křídly. Vzory a zbarvení se mezi jednotlivýmí poddruhy liší. Sameček se od samiček odlišuje menší velikostí, zúženými křídly, a většími a huňatějšími tykadly.
Samci ani samice nemají plně vyvinuté ústrojí k přijímání potravy, a proto během 1–2týdenního života imaga přežívají pouze z tukových zásob, které si vytvořila ještě jako housenky.

## Vývojová stadia motýla

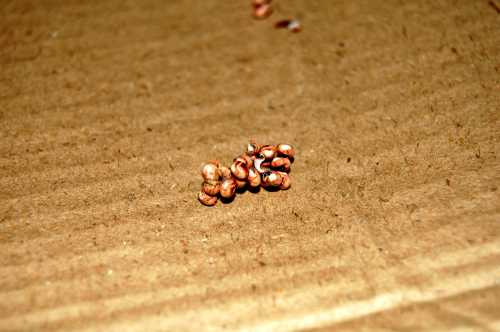
Vajíčka
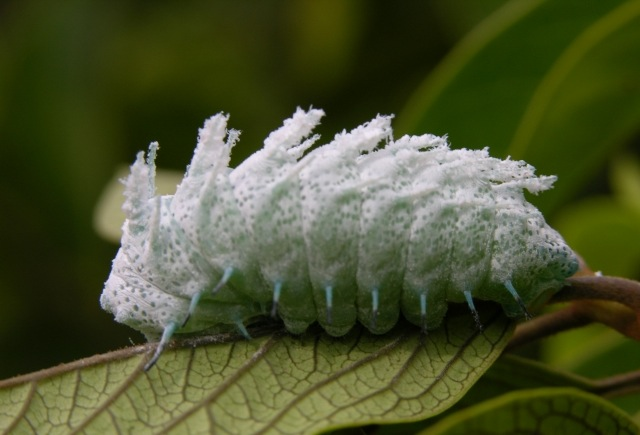
Housenka
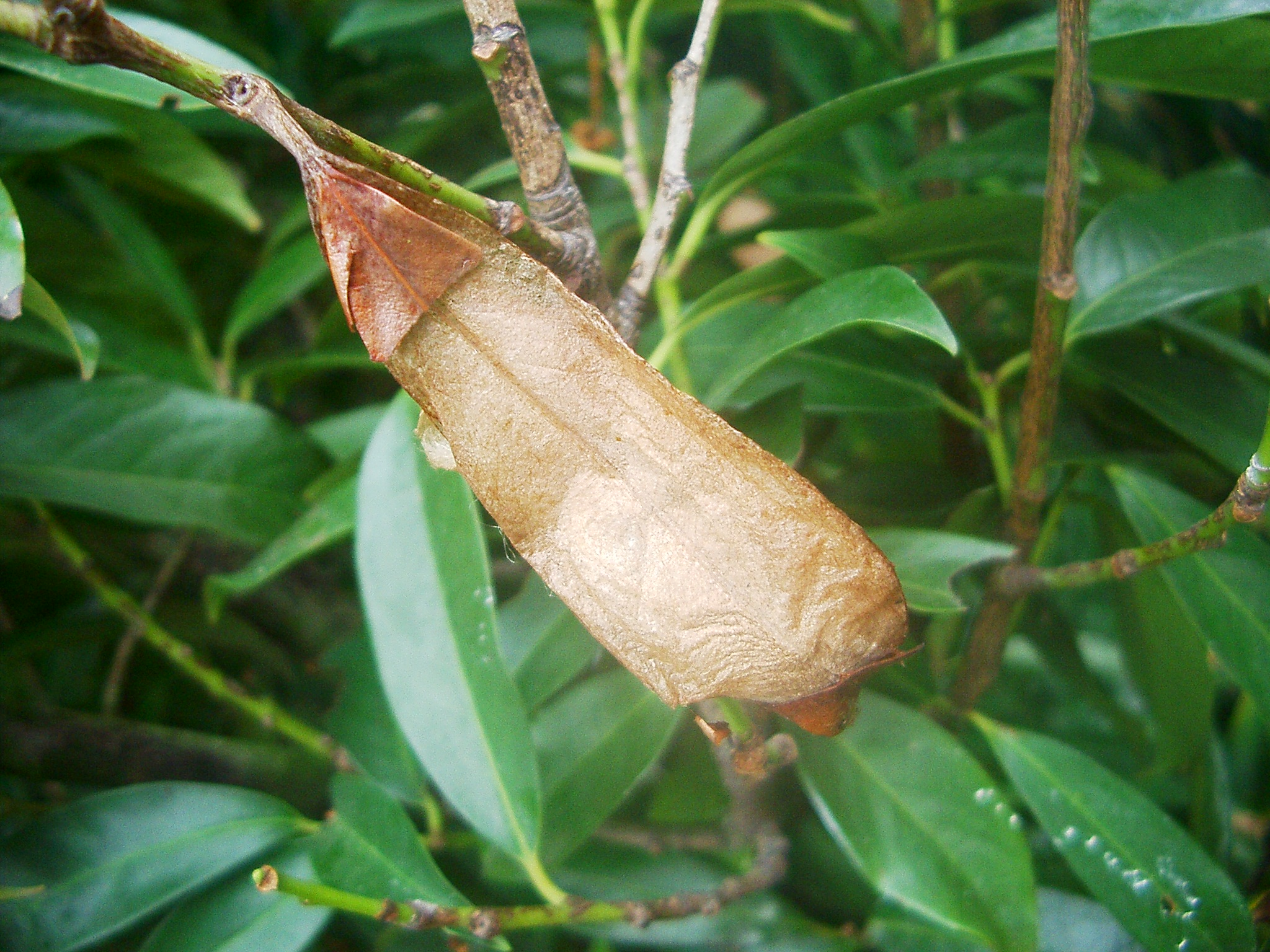
Zámotek
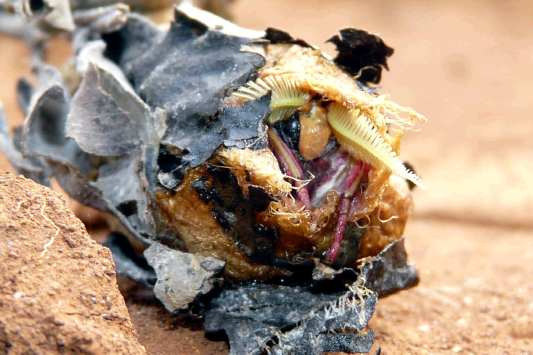
Imago vylézající z kukly